# 雌鶏 (紋章学)

フィンシュターヘネンの紋章

ニワトリは最も身近な家禽であり、雄鶏・雌鶏（めんどり）とも紋章によく使われる。紋章では雄鶏と雌鶏は区別されるが、図案では雌雄の区別がつけにくいことも多い。どちらかと言えば雄鶏の方がよく使われるが、フランケン大公のヘンネベルク家は紋章に雌鶏を用いており、その所領だったマイニンゲンやズール、ヴァウンゲンなどの街の紋章にも雌鶏が描かれている。 
紋章ではチャージとして左を向いた黒い姿で、嘴や鶏冠、肉垂、足は赤で描かれることが多いが、それ以外のティンクチャーで描かれることもある。尾は短く、尖らないように描かれ、羽を広げたり攻撃姿勢 (首を前傾させて走る姿) をとらせることもない。ライオンや鷲とは異なり、ヘルメットに描かれた例は知られていない。 
立った姿でも座った姿でもよく、三つ峰の山 (Trimount、Dreiberg) やアーチの上に立たせることもある。バート・キッシンゲンの紋章では、城門の上に雌鶏の足を描いた盾が配されている。また、ディッテルブルンの紋章は、左側に「三峰の山の上に立つ雌鶏」の左半分が描かれている。 
雌鶏はカンティング・アームズ (紋章の保有者の名前と掛けた図案。ドイツ語ではRedendes Wappenという) の代表例でもある。前述のヘンネベルク家 (Henneberg) は、家名に "Henne"、すなわち雌鶏を含むことから、領主の紋章でよく使われる鷲の代わりに雌鶏が描かれており、その所領であった街の紋章にも雌鶏が取り入れられている。ヘンネベルク家ではかなり早い時期から紋章に雌鶏を使っていたようで、チューリヒ紋章図典には1340年頃のものが掲載されている。スイスのフィンシュターヘネン (Finsterhennen) やオーストリアのヘンドルフ・アム・ヴェラーゼー (Henndorf am Wallersee ) の紋章も同様である。     

## 例

ヘンネベルク家の紋章。1340年頃のもの。チューリヒ紋章図典による。
マイニンゲン
ズール
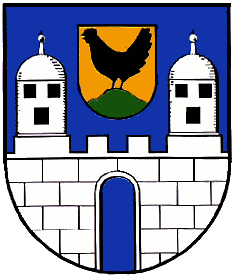
ヴァウンゲン
バート・キッシンゲン
ディッテルブルン
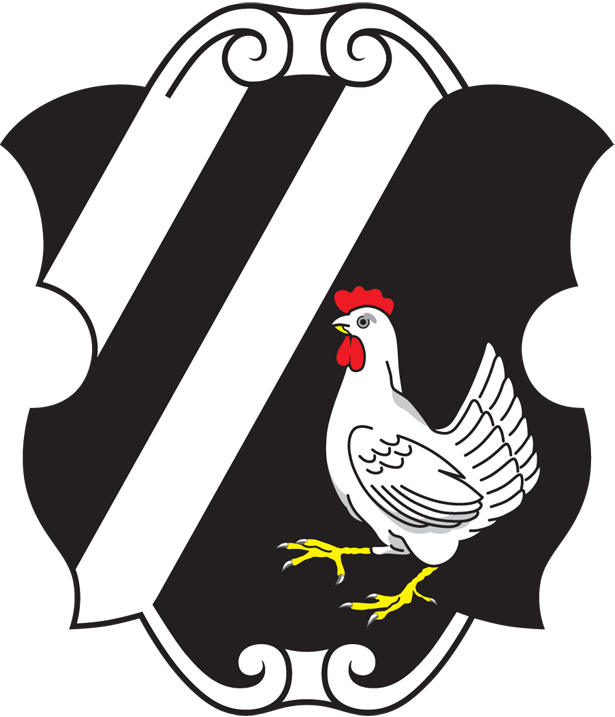
ヘンドルフ・アム・ヴェラーゼー